# Пашина чесма
Пашина чесма се налази у улици Живка Давидовића у Београду. Ова чесма је изграђена за време османске окупације, а првобитно се звала Шарени извор или Шарена чесма, док је садашње име добила по томе што је на овом месту 1807. године убијен Сулејман паша, београдски везир, са пратњом.

## Историја
Београдски везир Сулејман паша, након што су Карарођеви устаници заузели Београд, за време Првог српског устанка, одлучио да се повуче из града и да крене за Цариград, заједно са 180 коњаника са женом и децом. Сулејман паша је покушао да превари устанике, који су их пратили, тако што је кренуо према Авали, а потом скренуо на исток. Након што је колона застала код Шарене чесме, Турке су опколили устаници предвођени од стране Вулета Илића Коларца, те је дошло до оружаног сукоба. Убијени су Сулејман паша и свих 180 Турака из његове пратње, а жене и деце су одведени у Београд, а потом пребачени у турску тврђаву Видин. 6 година након овог догађаја дошло је до турске одмазде, те су 23. септембра (6. октобра) 1813. године Турци поново ушли у Београд и почео је погром српског ставноништва Београда.
Након сукоба код Шарене чесме у народу се одомаћио израз Пашин извор, а касније је добила назив Пашина чесма, назив који је остао до данашњег дана. Чесма је у 19. веку била често место окупљања Београђана, такође је на овом месту народ дочекивао кнежеве након повратка из Цариграда.
Након Првог светског рата, становници Малог Мокрог Луга су 1927. године поставили таблу на којој пише "Спомен палим борцима за ослобођење и уједињење отаџбине у ратовима од 1912. до 1918. из села Малог Мокрог Луга.”
Пашина чесма је данас функционална градска чесма, као и културно добро које се налази под заштитом Републике Србије.